# 스타레미아스토 (크라쿠프)
스타레미아스토(폴란드어: Stare Miasto)는 폴란드 마워폴스카주 크라쿠프를 구성하는 18개의 구 중 하나다.
하위 행정 구역인 9개 오시에들레 중 4개 오시에들레가 유네스코 세계유산인 크라쿠프 역사 지구를 구성하고 있다. 6개의 오시에들레는 "크라쿠프의 역사적 유적"인 역사 기념물(pomnik historii)의 일부로 지정되어 있다.